# Аллан Франк
Аллан Франк (фін. Allan Franck, 17 вересня 1888 — 28 травня 1963) — фінський яхтсмен.
Срібний призер Олімпійських Ігор 1912 року в класі 10 метрів.